# Islands lantbruksuniversitet
Islands lantbruksuniversitet (isländska: Landbúnaðarháskóli Íslands) är ett universitet utanför Borgarnes på Island. 
Islands lantbruksuniversitet ligger i byn Hvanneyri 7 km sydost om Borgarnes och 45 km nordost om Reykjavik.
Islands lantbruksuniversitet grundades 1 januari 2005.
Islands lantbruksuniversitet har utbildningar inom jordbruk och miljöteknik.